# Kayumanis
Kayumanis is een bestuurslaag in het regentschap Kota Bogor van de provincie West-Java, Indonesië. Kayumanis telt 13.233 inwoners (volkstelling 2010).